# كرة القدم في الألعاب الأولمبية الصيفية 2020 – بطولة السيدات
بطولة كرة القدم النسائية في دورة الألعاب الأولمبية الصيفية 2020 أُقيمت في الفترة من 21 يوليو إلى 6 أغسطس 2021.  في الأصل، كان من المقرر إقامتها من 22 يوليو إلى 7 أغسطس 2020، لكن تم تأجيل دورة الألعاب الأولمبية إلى العام التالي بسبب جائحة فيروس كورونا (كوفيد-19). ومع ذلك، ظل الاسم الرسمي للدورة هو دورة الألعاب الأولمبية الصيفية 2020. كانت هذه النسخة السابعة من بطولة كرة القدم النسائية الأولمبية. وبالتزامن مع منافسات الرجال، أُقيمت بطولة كرة القدم في أولمبياد طوكيو 2020 في ستة ملاعب موزعة على ست مدن في اليابان. واستضاف الملعب الدولي في يوكوهاما المباراة النهائية. لم تكن هناك قيود عمرية على اللاعبات المشاركات مع منتخباتهن في هذه البطولة.
فشلت ألمانيا، الفائزة في النسخة السابقة، في التأهل للبطولة بعد أن تم إقصاؤها في ربع نهائي كأس العالم للسيدات 2019.
فازت كندا بأول ميدالية ذهبية لها بعد انتصارها على السويد 3-2 في ركلات الترجيح بعد أن انتهت المباراة بالتعادل 1–1 بعد الوقت الإضافي في المباراة النهائية.  فازت الولايات المتحدة بالميدالية البرونزية بعد تغلبها على أستراليا 4-3 في مباراة تحديد المركز الثالث. 

## جدول المسابقة
جدول مباريات بطولة السيدات اعتبارًا من 21 يوليو 2021.
| د.م | دور المجموعات | ¼ | الربع النهائي | ½ | النصف النهائي | م.ث | مباراة المركز الثالث | ن | النهائي |

| الأربعاء 21 | الخميس 22 | الجمعة 23 | السبت 24 | الأحد 25 | الإثنين 26 | الثلاثاء 27 | الأربعاء 28 | الخميس 29 | الجمعة 30 | السبت 31 | الأحد 1 | الإثنين 2 | الثلاثاء 3 | الأربعاء 4 | الخميس 5 | الجمعة 6 |
| ----------- | --------- | --------- | -------- | -------- | ---------- | ----------- | ----------- | --------- | --------- | -------- | ------- | --------- | ---------- | ---------- | -------- | -------- |
| د.م         |           |           | د.م      |          |            | د.م         |             |           | ¼         |          |         | ½         |            |            | م.ث      | ن        |

## التأهل
بالإضافة إلى الدولة المضيفة اليابان، تأهلت 11 منتخبًا وطنيًا نسائيًا من ست اتحادات قارية مختلفة. اعتمدت لجنة تنظيم مسابقات الفيفا توزيع المقاعد في اجتماعها بتاريخ 14 سبتمبر 2017.
لأول مرة، وبموجب الاتفاق بين الاتحادات الأربعة لكرة القدم البريطانية (إنجلترا، أيرلندا الشمالية، اسكتلندا، وويلز) لمنتخب السيدات، حاولت بريطانيا العظمى التأهل للأولمبياد من خلال أداء منتخب إنجلترا في كأس العالم للسيدات 2019 (إجراء تم تطبيقه بنجاح من قبل فريق بريطانيا العظمى في هوكي الحقل وسباعيات الرجبي). كان الظهور الوحيد للفريق السابق في دورة 2012 حيث تأهلوا تلقائيًا كدولة مضيفة. نجحت بريطانيا العظمى في التأهل حيث كان منتخب إنجلترا من بين أفضل ثلاثة فرق أوروبية. كما تأهل منتخب اسكتلندا إلى كأس العالم ولكن بموجب الاتفاق الذي ينص على أن الدولة المضيفة الأعلى ترتيبًا هي التي يتم ترشيحها للمشاركة في التأهل الأولمبي، لم يُؤخذ أداء الفريق في الحسبان (اللاعبات الاسكتلنديات والويلزيات والأيرلنديات الشماليات مؤهلات للانضمام إلى فريق بريطانيا العظمى في الأولمبياد).
| وسيلة التأهل                                                                | التواريخ1                        | المكان(ات)1       | عدد المقاعد | المنتخبات المتأهلة                |
| --------------------------------------------------------------------------- | -------------------------------- | ----------------- | ----------- | --------------------------------- |
| الدولة المضيفة                                                              | —                                | —                 | 1           | اليابان                           |
| كوبا أمريكا 2018                                                            | 4–22 أبريل 2018                  | تشيلي             | 1           | البرازيل                          |
| كأس الأمم النسائية 2018 لأوقيانوسيا ‏                                        | 18 نوفمبر – 1 ديسمبر 2018        | كاليدونيا الجديدة | 1           | نيوزيلندا                         |
| كأس العالم للسيدات 2019 (كما هو الحال في تأهيل الاتحاد الأوروبي لكرة القدم) | 7 يونيو – 7 يوليو 2019           | فرنسا             | 3           | هولندا · السويد · بريطانيا العظمى |
| بطولة تأهيل السيدات لأولمبياد 2020 في كونكاكاف ‏                             | 28 يناير – 9 فبراير 2020         | الولايات المتحدة  | 2           | الولايات المتحدة · كندا           |
| بطولة تأهيل السيدات لأولمبياد 2020 في CAF                                   | 5–10 مارس 2020                   | متعددة            | 1           | زامبيا                            |
| بطولة تأهيل السيدات لأولمبياد 2020 في AFC ‏                                  | 6–11 مارس 2020 & 8–13 أبريل 2021 | متعددة            | 2           | أستراليا · الصين                  |
| الملحق CAF–CONMEBOL ‏                                                        | 10–13 أبريل 2021                 | تركيا             | 1           | تشيلي                             |
| الإجمالي                                                                    |                                  |                   | 12          |                                   |

- ^1التواريخ والملاعب هي لتلك البطولات النهائية (أو الجولة النهائية من البطولات التأهيلية)، قد تسبق مراحل التأهل المتعددة المباريات في هذه الملاعب المحددة.

## الملاعب
أقيمت البطولة في ستة ملاعب في ست مدن:
- ملعب كاشيما لكرة القدم، كاشيما
- ملعب مياغي، ريفو
- ملعب سايتاما 2002، سايتاما
- ملعب سابورو، سابورو
- ملعب أجينوموتو، تشوفو (منطقة طوكيو)
- ملعب يوكوهاما الدولي، يوكوهاما

كان من المقرر في الأصل أن تُلعب مباراة النهائي في استاد الأولمبي الوطني في طوكيو. طلب الفريقان المتأهلان للنهائي تأجيل موعد انطلاق المباراة بسبب القلق من درجات الحرارة المرتفعة؛ بما أن الاستاد الوطني كان محجوزًا بالفعل لفعاليات ألعاب القوى في المساء، نُقلت المباراة إلى استاد يوكوهاما الدولي في يوكوهاما. بسبب جائحة كوفيد-19 في اليابان، أُقيمت معظم المباريات خلف الأبواب المغلقة دون حضور جماهيري. ومع ذلك، سمح استاد مياغي بحضور جمهور محدود لمتابعة المباريات، بينما سمح استاد كاشيما بحضور الأطفال المحليين من المدارس كجزء من برنامج المدارس، لكن لم يُسمح للجمهور الأولمبي بالحضور.

## التشكيلات
كانت البطولة دورة دولية كاملة دون أي قيود على السن. عادةً، كانت القوانين الخاصة بالقوائم تتطلب من كل فريق تقديم تشكيلة مكونة من 18 لاعبة، يجب أن يكون من بينهن حارستان مرمى. كما كان على كل فريق تسمية قائمة من أربع لاعبات بديلة يمكنهن استبدال أي لاعبة في التشكيلة في حالة الإصابة خلال البطولة. في أواخر يونيو 2021، أعلن اللجنة الأولمبية الدولية والفيفا أن جميع لاعبات كل فريق سيكون لديهن إمكانية الاختيار قبل كل مباراة. قبل كل مباراة، كان على الفرق اختيار 18 لاعبة من أصل 22 لاعبة متاحة للمشاركة في المباراة. كما أكدت اللجنة الأولمبية الدولية أنه يجب على اللاعبة أن تظهر في قائمة مكونة من 18 لاعبة على الأقل في يوم المباراة لكي تُعتبر أولمبية وتحصل على ميدالية في حال فاز فريقها. غُيرت هذه القاعدة بسبب التحديات التي طرحتها جائحة كوفيد-19.

## الحكام
في يونيو 2020، وافق الفيفا على استخدام نظام حكم الفيديو المساعد (VAR) في البطولة. أُعلن عن الحكام في 23 أبريل 2021.
| الاتحاد القاري              | الحكم                          | مساعدو الحكم                                               |
| --------------------------- | ------------------------------ | ---------------------------------------------------------- |
| الاتحاد الآسيوي لكرة القدم  | كايت جاسويتز (أستراليا)        | كيم كيونغ-مين (كوريا الجنوبية) لي سول-غي (كوريا الجنوبية)  |
| الاتحاد الآسيوي لكرة القدم  | يوشيمي ياماشيتا (اليابان)      | ناومي تيشيروجي (اليابان) ماكوتو بوزونو (اليابان)           |
| الاتحاد الإفريقي لكرة القدم | سليمة موكانسانغا (رواندا)      | برناديتار كويمبيرا (مالاوي) ماري نجورجي (كينيا)            |
| كونكاكاف                    | ميليسا بورتشاس (هندوراس)       | شيرلي بيريلو (هندوراس) شانتال بودرو (كندا)                 |
| كونكاكاف                    | لوسيلا فينيغاس (المكسيك)       | مايتي شافيز (المكسيك) إينادينا كوديلو (المكسيك)            |
| CONMEBOL                    | إدينا ألفيس باتيستا (البرازيل) | نيوزا باك (البرازيل) ماريانا دي ألميدا (الأرجنتين)         |
| CONMEBOL                    | لورا فورتوناتو (الأرجنتين)     | مونيكا أمبويا (الإكوادور) ماري بلانكو (كولومبيا)           |
| UEFA                        | ستيفاني فرافارت (فرنسا)        | مانويل نيكولوسي (فرنسا) ميشيل أونيل (جمهورية أيرلندا)      |
| UEFA                        | كاتيرينا مونزيل (أوكرانيا)     | ماريتا سترليتسكا (أوكرانيا) سانيا روداك (كرواتيا)          |
| UEFA                        | أنستاسيا بوستوفويتوفا (روسيا)  | إيكاترينا كورتشكينا (روسيا) لوسي راتايوفا (جمهورية التشيك) |
| UEFA                        | إستير إستر ستاوبلي (سويسرا)    | سوزان كونغ (سويسرا) كاترين رافالسكي (ألمانيا)              |

| الاتحاد القاري              | الحكم                       |
| --------------------------- | --------------------------- |
| الاتحاد الإفريقي لكرة القدم | نديدي باتينس مادي (نيجيريا) |
| الاتحاد الإفريقي لكرة القدم | ماريا ريفيت (موريشيوس)      |

| الاتحاد القاري | حكم الفيديو المساعد                 |
| -------------- | ----------------------------------- |
| الحكام الذكور  |                                     |
| AFC            | فو مينغ (الصين PR)                  |
| AFC            | عبد الله الماري (قطر)               |
| AFC            | محمد طاقي (سنغافورة)                |
| CAF            | محمود محمد عاشور (مصر)              |
| CAF            | عادل زوراق (المغرب)                 |
| كونكاكاف       | إدفين يوريسيفيتش (الولايات المتحدة) |
| كونكاكاف       | إريك ميرندا (المكسيك)               |
| كونكاكاف       | كريس بينسو (الولايات المتحدة)       |
| CONMEBOL       | أندريس كونها (أوروغواي)             |
| CONMEBOL       | نيكولاس غالو (كولومبيا)             |
| CONMEBOL       | واجنر رويي (البرازيل)               |
| CONMEBOL       | ماورو فيجليانو (الأرجنتين)          |
| UEFA           | عبد القادر بيتيغن (تركيا)           |
| UEFA           | غويليرمو كوادرا فيرنانديس (إسبانيا) |
| UEFA           | ماركو غوييدا (إيطاليا)              |
| UEFA           | تياغو مارتينز (البرتغال)            |
| UEFA           | بينيه ميلو (فرنسا)                  |
| UEFA           | باويل راكزكوفسكي (بولندا)           |
| UEFA           | روي راينشرايبر (إسرائيل)            |
| الحكام الإناث  |                                     |
| UEFA           | بيبيانا شتاينهاوس (ألمانيا)         |

## القرعة
أُجريت قرعة البطولة في 21 أبريل 2021 الساعة 10:00 بتوقيت وسط أوروبا الصيفي (CEST) (UTC+02:00)، في مقر الفيفا في زيورخ، سويسرا. وأُجريت القرعة بواسطة ساري باريمن، رئيسة قسم كرة القدم النسائية في الفيفا، بينما قدمت الحفل سامانثا جونسون. وكان ليندسي تاربلي وريان نيلسن مساعدي القرعة.
وزعت الفرق الـ12 إلى ثلاث مجموعات من أربعة فرق. تم تصنيف منتخب اليابان تلقائيًا في الوعاء 1 وتخصيصه للموقع E1، بينما تم تصنيف الفرق الأخرى في أوعية حسب تصنيف الفيفا للمنتخبات النسائية الصادر في 16 أبريل 2021 (مبين في الأقواس أدناه). نظرًا لأن فريق بريطانيا العظمى ليس عضوًا في الفيفا وبالتالي ليس له تصنيف، تم تصنيفه بناءً على تصنيف منتخب إنجلترا الذي تأهل نيابة عن بريطانيا العظمى. ومع ذلك، تم الاعتراف بجميع مباريات بريطانيا العظمى رسميًا من قبل الفيفا. لم يكن مسموحًا لأي مجموعة أن تحتوي على أكثر من فريق واحد من كل اتحاد قاري.
| الوعاء 1                                                            | الوعاء 2                                          | الوعاء 3                               | الوعاء 4                                     |
| ------------------------------------------------------------------- | ------------------------------------------------- | -------------------------------------- | -------------------------------------------- |
| - اليابان (11) (مخصص للموقع E1) - الولايات المتحدة (1) - هولندا (3) | - السويد (5) - بريطانيا العظمى (6) - البرازيل (7) | - كندا (8) - أستراليا (9) - الصين (14) | - نيوزيلندا (22) - تشيلي (37) - زامبيا (104) |

### المجموعة هـ
| م | الفريق          | لعب | ف | ت | خ | أ.له | أ.ع | أ.ف | نقاط | التأهل                 |
| - | --------------- | --- | - | - | - | ---- | --- | --- | ---- | ---------------------- |
| 1 | بريطانيا العظمى | 3   | 2 | 1 | 0 | 4    | 1   | +3  | 7    | التأهل إلى ربع النهائي |
| 2 | كندا            | 3   | 1 | 2 | 0 | 4    | 3   | +1  | 5    | التأهل إلى ربع النهائي |
| 3 | اليابان (H)     | 3   | 1 | 1 | 1 | 2    | 2   | 0   | 4    | التأهل إلى ربع النهائي |
| 4 | تشيلي           | 3   | 0 | 0 | 3 | 1    | 5   | −4  | 0    |                        |

21 يوليو 2021
| بريطانيا العظمى    | 2:0 | تشيلي |
| ------------------ | --- | ----- |
| إلين وايت 18'، 73' |     |       |

| اليابان            | 1:1 | كندا               |
| ------------------ | --- | ------------------ |
| مانا إيوابوتشي 84' |     | كريستين سينكلير 6' |

24 يوليو 2021
| تشيلي            | 1:2 | كندا                |
| ---------------- | --- | ------------------- |
| كارلا غيريرو 57' |     | جانين بيكي 12'، 21' |

| اليابان | 0:1 | بريطانيا العظمى |
| ------- | --- | --------------- |
|         |     | إلين وايت 74'   |

27 يوليو 2021
| تشيلي | 0:1 | اليابان          |
| ----- | --- | ---------------- |
|       |     | يوي هاسيغاوا 77' |

| كندا             | 1:1 | بريطانيا العظمى |
| ---------------- | --- | --------------- |
| أدريانا ليون 55' |     | لورا كومبس 85'  |

## المجموعة و
| م | الفريق   | لعب | ف | ت | خ | أ.له | أ.ع | أ.ف | نقاط | التأهل                 |
| - | -------- | --- | - | - | - | ---- | --- | --- | ---- | ---------------------- |
| 1 | هولندا   | 3   | 2 | 1 | 0 | 21   | 8   | +13 | 7    | التأهل إلى ربع النهائي |
| 2 | البرازيل | 3   | 2 | 1 | 0 | 9    | 3   | +6  | 7    | التأهل إلى ربع النهائي |
| 3 | زامبيا   | 3   | 0 | 1 | 2 | 7    | 15  | −8  | 1    | التأهل إلى ربع النهائي |
| 4 | الصين    | 3   | 0 | 1 | 2 | 6    | 17  | −11 | 1    |                        |

## المجموعة ز
| م | الفريق           | لعب | ف | ت | خ | أ.له | أ.ع | أ.ف | نقاط | التأهل                 |
| - | ---------------- | --- | - | - | - | ---- | --- | --- | ---- | ---------------------- |
| 1 | السويد           | 3   | 3 | 0 | 0 | 9    | 2   | +7  | 9    | التأهل إلى ربع النهائي |
| 2 | الولايات المتحدة | 3   | 1 | 1 | 1 | 6    | 4   | +2  | 4    | التأهل إلى ربع النهائي |
| 3 | أستراليا         | 3   | 1 | 1 | 1 | 4    | 5   | −1  | 4    | التأهل إلى ربع النهائي |
| 4 | نيوزيلندا        | 3   | 0 | 0 | 3 | 2    | 10  | −8  | 0    |                        |

## مرحلة خروج المغلوب
أقيمت مرحلة خروج المغلوب في بطولة كرة القدم للسيدات في أولمبياد طوكيو 2020 في الفترة من 27 يوليو إلى 6 أغسطس 2021. تأهلت الفرق صاحبة المركزين الأول والثاني من كل مجموعة، إلى جانب أفضل فريقين من أصحاب المركز الثالث، إلى مرحلة خروج المغلوب.

## مخطط مواجهات الفرق
|  | ربع النهائي           | ربع النهائي      |                    |       | نصف النهائي                | نصف النهائي                |  |  | مباراة الميدالية الذهبية | مباراة الميدالية الذهبية |
|  |                       |                  |                    |       |                            |                            |  |  |                          |                          |
|  | 30 يوليو – كاشيما     |                  |                    |       |                            |                            |  |  |                          |                          |
|  |                       |                  |                    |       |                            |                            |  |  |                          |                          |
|  | بريطانيا العظمى       | 3                |                    |       |                            |                            |  |  |                          |                          |
|  | بريطانيا العظمى       | 3                | 2 أغسطس – يوكوهاما |       |                            |                            |  |  |                          |                          |
|  | أستراليا (ب.و.إ.)     | 4                |                    |       |                            |                            |  |  |                          |                          |
|  | أستراليا (ب.و.إ.)     | 4                | أستراليا           | 0     |                            |                            |  |  |                          |                          |
|  | 30 يوليو – سايتاما    |                  | أستراليا           | 0     |                            |                            |  |  |                          |                          |
|  |                       | السويد           | 1                  |       |                            |                            |  |  |                          |                          |
|  | السويد                | السويد           | 1                  | 3     |                            |                            |  |  |                          |                          |
|  | السويد                |                  | 6 أغسطس – يوكوهاما | 3     |                            |                            |  |  |                          |                          |
|  | اليابان               | 1                |                    |       |                            |                            |  |  |                          |                          |
|  | اليابان               | 1                | السويد             | 1 (2) |                            |                            |  |  |                          |                          |
|  | 30 يوليو – يوكوهاما   |                  | السويد             | 1 (2) |                            |                            |  |  |                          |                          |
|  |                       | كندا (ج.)        | 1 (3)              |       |                            |                            |  |  |                          |                          |
|  | هولندا                | كندا (ج.)        | 1 (3)              | 2 (2) |                            |                            |  |  |                          |                          |
|  | هولندا                | 2 أغسطس – كاشيما |                    | 2 (2) |                            |                            |  |  |                          |                          |
|  | الولايات المتحدة (ج.) | 2 (4)            |                    |       |                            |                            |  |  |                          |                          |
|  | الولايات المتحدة (ج.) | 2 (4)            | الولايات المتحدة   | 0     |                            |                            |  |  |                          |                          |
|  | 30 يوليو – ريفو       |                  | الولايات المتحدة   | 0     |                            |                            |  |  |                          |                          |
|  |                       | كندا             | 1                  |       | مباراة الميدالية البرونزية | مباراة الميدالية البرونزية |  |  |                          |                          |
|  | كندا (ج.)             | كندا             | 1                  | 0 (4) | مباراة الميدالية البرونزية | مباراة الميدالية البرونزية |  |  |                          |                          |
|  | كندا (ج.)             |                  | 5 أغسطس – كاشيما   | 0 (4) |                            |                            |  |  |                          |                          |
|  | البرازيل              | 0 (3)            |                    |       |                            |                            |  |  |                          |                          |
|  | البرازيل              | 0 (3)            | أستراليا           | 3     |                            |                            |  |  |                          |                          |
|  |                       |                  |                    |       |                            |                            |  |  |                          |                          |
|  | الولايات المتحدة      | 4                |                    |       |                            |                            |  |  |                          |                          |
|  | الولايات المتحدة      | 4                |                    |       |                            |                            |  |  |                          |                          |